# Copa Asobal 2008
La XIX edición de la Copa Asobal se celebró entre el 27 y el 28 de diciembre de 2008, en el Palau Blaugrana de Barcelona.
En ella participaron los cuatro primeros equipos de la Liga ASOBAL 2007-08 (ya que el anfitrión quedó 2.º clasificado), y fueron el BM Ciudad Real, el FC Barcelona, el Ademar León y el Portland San Antonio.
Este campeonato se jugó con la fórmula de eliminación directa (a partido único en semifinales y final), y el emparejamiento de las semifinales se estableció por sorteo puro. El Ademar León se proclamó campeón por segunda vez en su historia, y obtuvo así una plaza para disputar la Champions League.

## Eliminatorias
|  | Semifinales          | Semifinales          | Semifinales       |                   |                     | Final               | Final | Final |  |
|  |                      |                      |                   |                   |                     |                     |       |       |  |
|  |                      |                      |                   |                   |                     |                     |       |       |  |
|  | FC Barcelona Borges  | FC Barcelona Borges  | 26                |                   |                     |                     |       |       |  |
|  | FC Barcelona Borges  | FC Barcelona Borges  | 26                |                   |                     |                     |       |       |  |
|  | BM Ciudad Real       | BM Ciudad Real       | 23                |                   |                     |                     |       |       |  |
|  | BM Ciudad Real       | BM Ciudad Real       | 23                |                   | FC Barcelona Borges | FC Barcelona Borges | 25    |       |  |
|  |                      |                      |                   |                   | FC Barcelona Borges | FC Barcelona Borges | 25    |       |  |
|  |                      |                      | Reale Ademar León | Reale Ademar León | 31                  |                     |       |       |  |
|  | Reale Ademar León    | Reale Ademar León    | Reale Ademar León | Reale Ademar León | 31                  | 31                  |       |       |  |
|  | Reale Ademar León    | Reale Ademar León    |                   |                   |                     | 31                  |       |       |  |
|  | Portland San Antonio | Portland San Antonio | 26                |                   |                     |                     |       |       |  |
|  | Portland San Antonio | Portland San Antonio | 26                |                   |                     |                     |       |       |  |
|  |                      |                      |                   |                   |                     |                     |       |       |  |

| Castilla y León                      |
| Campeón Reale Ademar León 2.º título |